# Taekwondo-Weltmeisterschaften 1995
Die 12. Taekwondo-Weltmeisterschaft 1995 fand vom 17. bis 21. November 1995 in Manila, der Hauptstadt der Philippinen, statt. Austragungsort war das Folk Art Theatre.
Insgesamt wurden 16 Wettbewerbe in unterschiedlichen Gewichtsklassen ausgetragen, jeweils acht für Männer und Frauen. 598 Athleten aus 77 Nationen, darunter 379 Männer und 219 Frauen, nahmen an den Wettbewerben teil.

## Ergebnisse

### Männer
| Gewichtsklasse | Gold               | Silber            | Bronze              |
| -------------- | ------------------ | ----------------- | ------------------- |
| - 50 kg        | Chin Seung-tae     | Roberto Cruz      | Mohamed Falah       |
| - 50 kg        | Chin Seung-tae     | Roberto Cruz      | Carlos Chamorro     |
| - 54 kg        | Cihat Kutluca      | Mehrdad Rokni     | Gergely Salim       |
| - 54 kg        | Cihat Kutluca      | Mehrdad Rokni     | Ruben Palafox       |
| - 58 kg        | Chang Dae-soon     | Gabriel Esparza   | Huang Chih-hsiung   |
| - 58 kg        | Chang Dae-soon     | Gabriel Esparza   | Tran Quancha        |
| - 64 kg        | Kim Byoung-uk      | Clayton Barber    | Bijan Maghanloo     |
| - 64 kg        | Kim Byoung-uk      | Clayton Barber    | Claudio Nolano      |
| - 70 kg        | Aziz Acharki       | Roberto Garibay   | Fariborz Askari     |
| - 70 kg        | Aziz Acharki       | Roberto Garibay   | David Gonzales      |
| - 76 kg        | José Jesús Márquez | Christian Pacheco | Nice Davies         |
| - 76 kg        | José Jesús Márquez | Christian Pacheco | Liu Tsu-len         |
| - 83 kg        | Lee Dong-wan       | Ulysses Marcelino | Mikael Meloul       |
| - 83 kg        | Lee Dong-wan       | Ulysses Marcelino | Zoran Fredad        |
| + 83 kg        | Kim Je-gyoung      | Pascal Gentil     | Romano Massimiliano |
| + 83 kg        | Kim Je-gyoung      | Pascal Gentil     | Lucio Aurelio Silva |

### Frauen
| Gewichtsklasse | Gold                | Silber             | Bronze               |
| -------------- | ------------------- | ------------------ | -------------------- |
| - 43 kg        | Huang Chiu-chin     | Yang So-hee        | Cristina Atzen       |
| - 43 kg        | Huang Chiu-chin     | Yang So-hee        | Coral Falco          |
| - 47 kg        | Hamide Bıkçın Tosun | Monica Sprengel    | Besty Ortiz          |
| - 47 kg        | Hamide Bıkçın Tosun | Monica Sprengel    | Tran Thy My Lin      |
| - 51 kg        | Won Sun-jin         | Mitchelle Thompson | Minako Hatakeyama    |
| - 51 kg        | Won Sun-jin         | Mitchelle Thompson | Wu Shan-chen         |
| - 55 kg        | Lee Seung-min       | Leonides Dos       | Nuray Deliktaş       |
| - 55 kg        | Lee Seung-min       | Leonides Dos       | Janet Glassman       |
| - 60 kg        | Park Kyung-suk      | Vanina Sanchez     | Marlene Ramirez      |
| - 60 kg        | Park Kyung-suk      | Vanina Sanchez     | MIlet Filipovic      |
| - 65 kg        | Cho Hyang-mi        | Hsu Chih-ling      | İnci Taşyürek        |
| - 65 kg        | Cho Hyang-mi        | Hsu Chih-ling      | Dana Martin          |
| - 70 kg        | Ireana Ruiz         | Park Sun-mi        | Heidi Juarez         |
| - 70 kg        | Ireana Ruiz         | Park Sun-mi        | Monica Delreal Jaime |
| + 70 kg        | Jung Myoung-sook    | Yolanda Garcia     | Nataša Vezmar        |
| + 70 kg        | Jung Myoung-sook    | Yolanda Garcia     | Huang Hsiao-ying     |

## Medaillenspiegel
| Platz | Land               | Gold | Silber | Bronze | Gesamt |
| ----- | ------------------ | ---- | ------ | ------ | ------ |
| 1     | Südkorea           | 10   | 2      | -      | 12     |
| 2     | Spanien            | 2    | 2      | 1      | 5      |
| 3     | Türkei             | 2    | -      | 2      | 4      |
| 4     | Chinesisch Taipeh  | 1    | 1      | 4      | 6      |
| 5     | Deutschland        | 1    | 1      | -      | 2      |
| 6     | Vereinigte Staaten | -    | 3      | 2      | 5      |
| 7     | Philippinen        | -    | 2      | -      | 2      |
| 8     | Mexiko             | -    | 1      | 3      | 4      |
| 9     | Iran               | -    | 1      | 2      | 3      |
| 10    | Brasilien          | -    | 1      | 1      | 2      |
|       | Frankreich         | -    | 1      | 1      | 2      |
| 12    | Argentinien        | -    | 1      | -      | 1      |
| 13    | Italien            | -    | -      | 3      | 3      |
|       | Schweden           | -    | -      | 3      | 3      |
| 15    | Kroatien           | -    | -      | 2      | 2      |
|       | Vietnam            | -    | -      | 2      | 2      |
| 17    | Ungarn             | -    | -      | 1      | 1      |
|       | Guatemala          | -    | -      | 1      | 1      |
|       | Japan              | -    | -      | 1      | 1      |
|       | Jordanien          | -    | -      | 1      | 1      |
|       | Puerto Rico        | -    | -      | 1      | 1      |
|       | BR Jugoslawien     | -    | -      | 1      | 1      |

## Quelle
- Ergebnisseite der WTF (englisch) (Abgerufen am 17. November 2010)